# Melanchaetes
Melanchaetes (altgriechisch Μελαγχαίτης Melanchaítēs, deutsch ‚schwarzhaarig‘) ist in Ovids Metamorphosen und Hygins Fabulae einer der Hunde des Aktaion, die ihn schließlich zerreißen. Er war auf der Jagd gegen das Rudel zurückgefallen, hatte dann aber eine Abkürzung über einen Bergrücken genommen. So war Melanchaetes die erste Hündin, die Aktaion angreift und im Rücken verwundet, während zwei weitere Hündinnen, Theridamas und Oresitrophos, seine Schultern packen.